# Famille Gaudin de Villaine
Pour les articles homonymes, voir Gaudin.
La famille Gaudin de Villaine, anciennement Gaudin, est une famille subsistante de la noblesse française originaire du village de La Godefroy près d'Avranches en Normandie, anoblie par lettres patentes en 1587. Elle a donné la branche Gaudin de Villaine (subsistante), adhérente à l'ANF en 2015, et la branche Gaudin de Saint-Brice (éteinte en 1894).

## Histoire
La famille Gaudin a eu pour auteurs Robert Gaudin, sieur du Plessis, François Gaudin et son neveu Barnabé Gaudin, demeurant en la paroisse de La Godefroy près d'Avranches, qui, en récompense de leurs services, furent simultanément anoblis par lettres patentes données à Paris en janvier 1587.
Robert Gaudin (1598-1669), seigneur et patron de la Godefroy, fils de François Gaudin (anobli en 1587) et de Jacquette Jonchée, épousa en 1623 Julienne Le Maignan de La Maignannerie et fut maintenu noble en 1666.
Son petit-fils, René Gaudin (1670-1738), seigneur du Plessis (fils de Jean Gaudin seigneur du Plessis et de Anne Davy), épousa en 1705 Marguerite-Julienne de Tesson, qui apporta à la famille Gaudin les seigneuries du Mesnilbeuf, de Villaine et de Saint-Brice. Deux de leurs fils furent les auteurs de deux branches, celle des Gaudin de Villaine et celle des Gaudin de Saint-Brice.

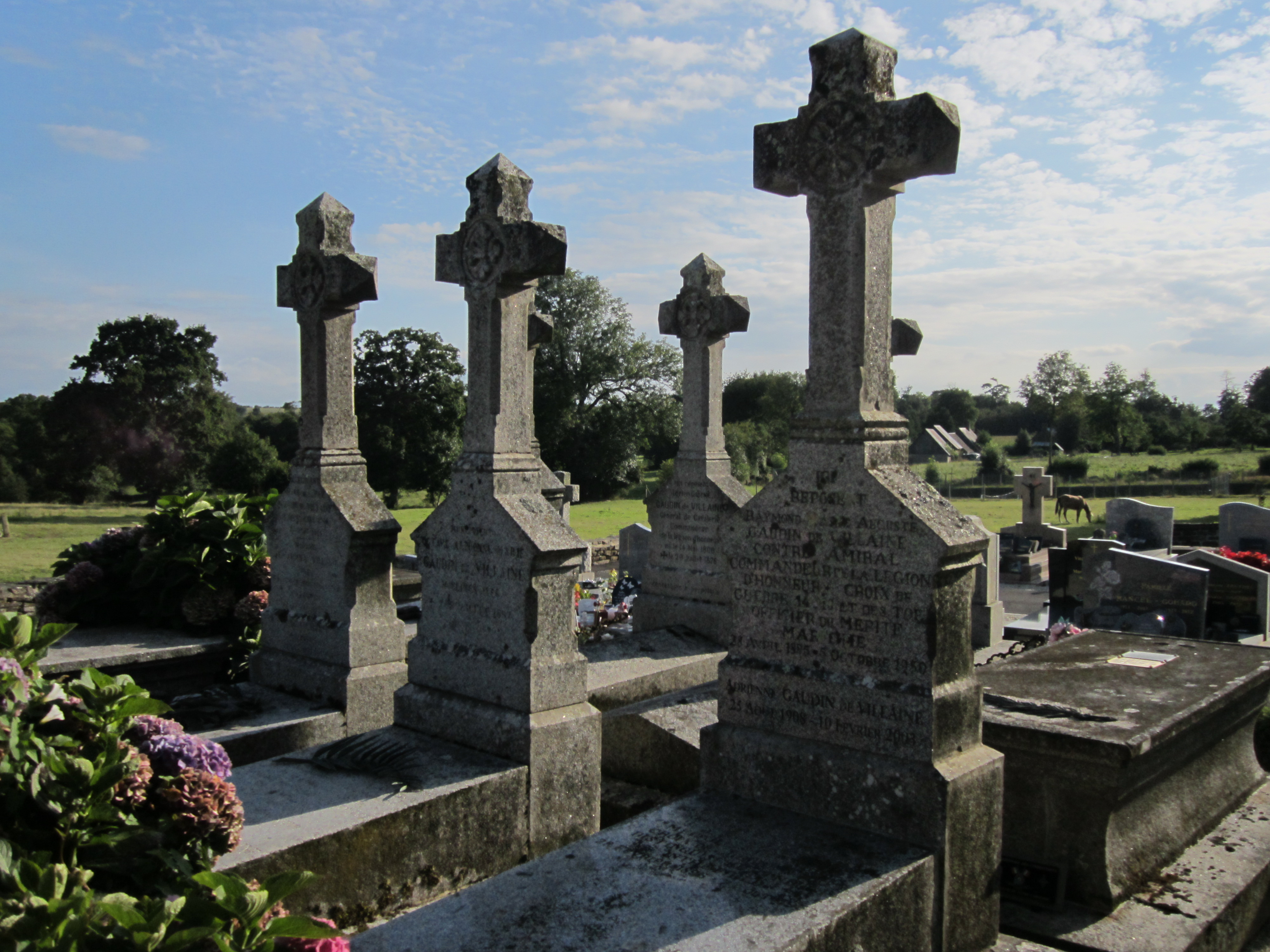
Tombe des Gaudin de Villaine à Moulines (département de la Manche)

- La branche ainée, Gaudin de Villaine,  est subsistante.
- La branche  cadette, Gaudin de Saint-Brice,  s'est éteinte avec Sylvain Gaudin de Saint-Brice, décédé en 1894, et avec son cousin Casimir Gaudin de Saint-Brice[1].

### Famille Gaudin de La Paumery
Gustave Chaix d'Est-Ange écrit sur cette autre famille Gaudin : « La famille Gaudin de La Paumery  était une branche séparée de la famille Gaudin à une époque très reculée et, en tout cas, antérieure 
aux lettres de noblesse de 1587 dont elle n'avait pu bénéficier. Sa filiation remonte à Hervé Gaudin dont le fils, Pierre Gaudin, écuyer, aurait épousé Marguerite Trisson par contrat du 28 janvier 1467. L'arrière-petit-fils de celui-ci, écuyer Aubin Gaudin, sieur de la Paumerye, bourgeois 
d'Avranches, demeurant à Saint-Gervais, épousa Marguerite Durand par contrat du 30 octobre 1605 et en eut plusieurs fils. L'un de ces fils, écuyer Nicolas Gaudin, marié à Anne Quétil par contrat passé à Avranches le 20 février 1651, fut le bisaïeul de Jean-François Gaudin de la Paumerye, né à Avranches le 25 janvier 1712. Un autre, Robert Gaudin, marié le 6 janvier 1632 à Jeanne Charron, est peut-être le même personnage qu'un Robert Gaudin, sieur de la Paumerye, qui fit enregistrer son blason à l'Armorial général de 1696. II fut le grand-père de François Gaudin qui se fixa à la Martinique et qui y épousa Hélène Mignot et le bisaïeul de François Gaudin, né en 1680 à Sainte-Marie de la Martinique, qui épousa à Case-Pilote en 1703 Marie-Rose Lemaire et qui en eut six fils, tous nés à la Martinique. Ceux-ci doivent vraisemblablement être identifiés avec MM. Gaudin frères, originaires 
de Normandie, qui, le 2 juillet 1759, firent enregistrer leurs titres de noblesse au Conseil supérieur de l'île. »

## Personnalités
- François Gaudin (né en 1545), seigneur du Plessis et de la Godefroy, attaché à la personne du duc de Joyeuse, il faisait en 1635 le service du ban et de l’arrière ban dans les armées du roi sous les ordres du duc d’Angoulême et du duc de la Force. Il accompagna, avec son oncle Robert et son frère Barnabé, le duc d’Anjou, futur Henri III, en Pologne.[réf. souhaitée] Il épousa en 1592 Jacquette Jonchée (née en 1569), fille de Hamon Jonchée (1537-1589), seigneur des Portes, lieutenant général d'artillerie à Saint Malo et de Julienne Le Maignen.
- Auguste René Gabriel Gaudin de Villaine, seigneur de Villaine (1778-1834). En 1795, il rejoignit l’Armée catholique et royale de Normandie. Il fut nommé capitaine aide de camp du chevalier de Roque-Lanel, chef de la division de Saint-Jean-des-Bois. Peu après son mariage en 1797, il fut capturé par les troupes républicaines et enfermé avec sa femme dans le château de Vire, transformé en prison. Il fut sans doute libéré en 1801, où il retrouva le manoir du Bois-Ferrand en ruines après avoir été incendié par les troupes révolutionnaires.[réf. souhaitée][3]. Il fut maire de Moulines et conseiller général de la Manche en 1829. Légitimiste, il démissionna en 1830 à l’arrivée de Louis-Philippe au pouvoir. Il Épousa Pauline Eugénie de Vaufleury de Saint Cyr (1777-1848), d'où :
- Adrien Gabriel Gaudin de Villaine (1800-1876), fils du précédent, général de division de cavalerie. Il commanda une brigade de cavalerie à Solferino (1859), où il fut cité pour avoir couvert la garde du corps de Mac-Mahon contre l’entreprise du général autrichien Edelsheim.[réf. souhaitée] Il fut élu conseiller général de la Manche dans le canton de Mortain en 1864, mandat qu’il conservera jusqu'en 1870. Il Épousa Alexandrine Henriette Catherine von Nicolay (1814-1886), fille du baron Pavel Nicolay (fils de Ludwig Heinrich von Nicolay secrétaire particulier de l'empereur Paul Ier de Russie) et de Alexandrine de Broglie.
- Auguste Camille Louis Marie Gaudin de Villaine (1851-1904), fils du précédent, général de brigade, marié à Marie Pauline Mathilde Marguerite de Vedel (1852-1939), petite-fille du général et comte d'Empire Dominique Honoré Antoine Vedel.
- Adrien Gaudin de Villaine (1852-1930), frère du précédent, député (1885-1889) puis sénateur de la Manche (1906-1930), maire de Saint-Jean-du-Corail (1881-1889) et conseiller général de la Manche élu dans le canton de Mortain (1883-1930). Marié en 1878 à mademoiselle le Boucher-Duvigny.
- Edmond Gaudin de Villaine (1881-1950), copropriétaire et gérant du domaine de la Romanée-Conti, marié en premières noces à Madeleine Chambon (1883-1915) et en secondes noces à Olga Zinovieva (1906-1981), petite-fille d'Alexandre Dimitrievitch Zinoviev (1854-1931), gouverneur civil de Saint-Pétersbourg (1903-1911) et membre du Conseil d'État de l'Empire russe (1911).
- Raymond Gaudin de Villaine (1885-1959), frère du précédent, contre-amiral, commandant de la place du Havre en 1940.
- Aubert Gaudin de Villaine (1939), copropriétaire et gérant du domaine de la Romanée-Conti, marié à Pamela Fairbanks.

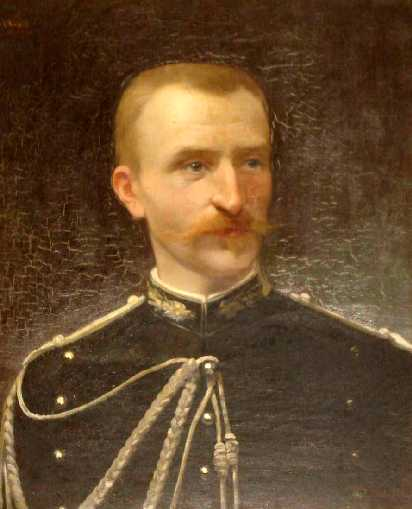
Auguste Camille Louis Marie Gaudin de Villaine
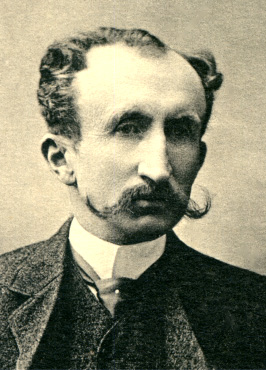
Adrien Paul Marie Sylvain Gaudin de Villaine
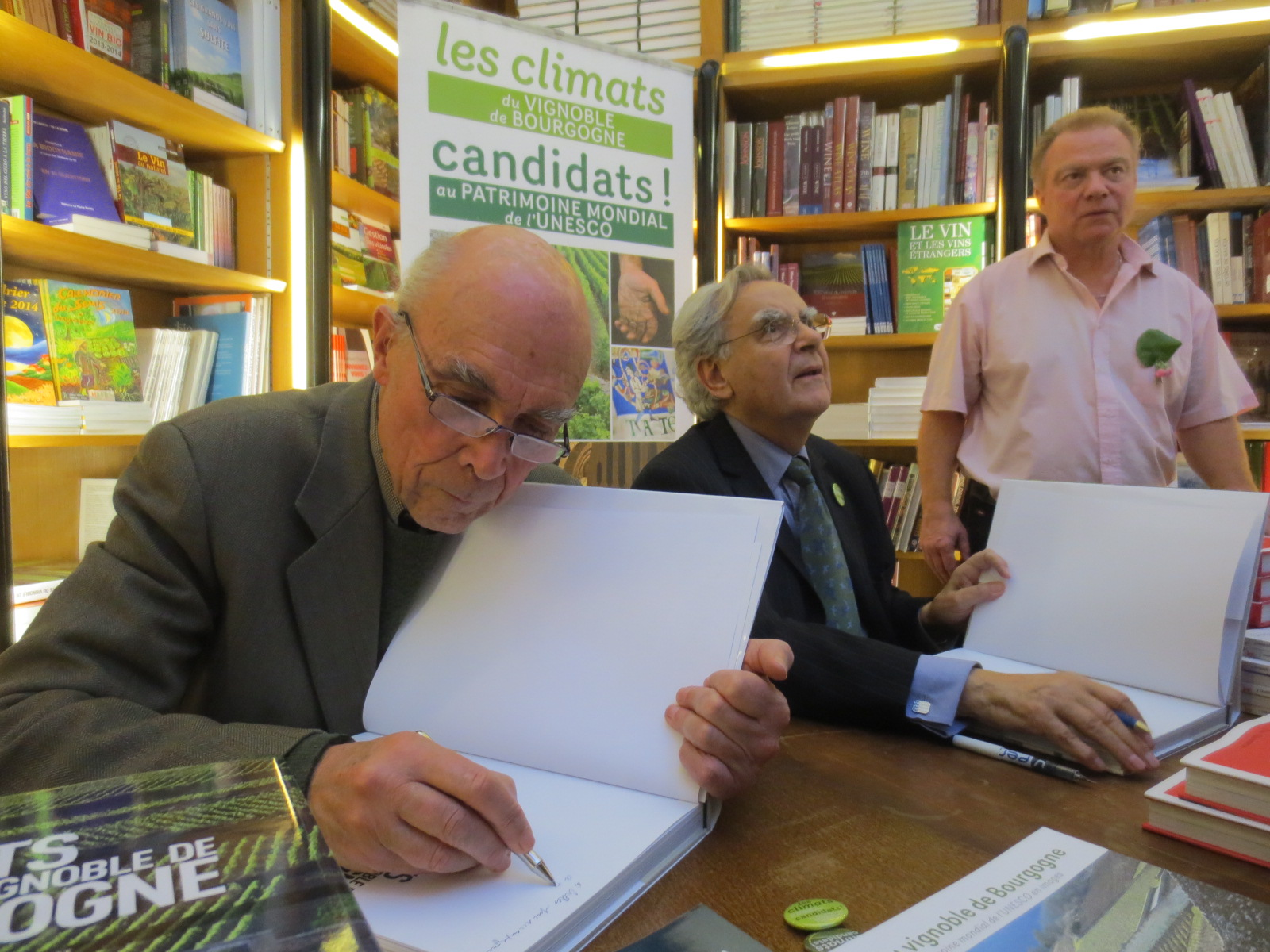
Aubert Gaudin de Villaine

## Armes
La famille Gaudin a enregistré en 1696 à l'Armorial général de France les armes suivantes : D'azur, au chevron d'or, accompagné de trois aigles d'argent, au chef de gueules, fretté d'argent.

## Alliances
Les principales alliances de la famille Gaudin sont : Le Maignan de la Maignannerie (1623), Davy, Tesson (vers 1700), Le Courtois du Manoir, Dalmas de Lapérouse, Payen de Chavoy, Brébisson, de Vaufleury de Saint Cyr, von Nicolay (1844), de Vedel (1877), Le Boucher-Dusigny (1878), Grandin de Mansigny (1907), Carbonnel de Canisy (1915), Chambon, Zinoviev, de Tricornot (1958), de Montesquiou-Fezensac, Durand de Gevigney (1981), Regnault de Premesnil (1982), Artur de La Villarmois, La Huppe de Larturière, Potard, Benoist de Gentissart.

### Sources et bibliographie
- Gustave Chaix d'Est-Ange, Dictionnaire des familles françaises anciennes ou notables à la fin du XIXe siècle, tome 20, pages 238 à 240 (lire en ligne).
- Abbé Jean-Jacques Desroches, Histoire du Mont Saint-Michel et de L'Ancien Diocèse d'Avranches, Volume 2, 1838 (lire en ligne).